# Literał znakowy
Literał znakowy – literał reprezentujący w kodzie źródłowym konkretną wartość typu znakowego.

## Reprezentacja literału znakowego
Literał znakowy to określona jednostka leksykalna danego języka programowania, która reprezentuje wartość wybraną z dostępnego zestawu znaków. To jakie literały znakowe mogą zostać użyte, a więc jaki jest dostępny zestaw znaków, zależy od systemu komputerowego i ustawień w nim zawartych. Przykładowymi zestawami znaków są ASCII, EBCDIC. Obecnie we współczesnych systemach dostępne są różne zestawy (np. Unicode) zawierające m.in. znaki narodowe i różne symbole, np. matematyczne.
Literał znakowy może być zapisany w kodzie źródłowym:
- bezpośrednio, za pomocą danego znaku, zazwyczaj ujęty w odpowiednie ograniczniki, np. język C[1][2][3][4]: 'C', '7', '*';
- za pomocą symbolu, specjalnego kodu (np. kodu sterującego), opisu znaku, np. język C[1][2][3][4]: '\n', '\\'; język Pascal[5][6]: ^N;
- za pomocą kodu liczbowego, zgodnego z bieżącym zestawem znaków, np. język C[1][2][3][4]: '\47', '\xFC', język Pascal[5][6]: #10, #$A.

## Literał znakowy a inne literały
W danym języku programowania zwykle obok literału znakowego występuje literał łańcuchowy, przy czym składnia różnych języków jest tak skonstruowana, że:
- literał znakowy jest zapisywany inaczej niż literał łańcuchowy, np. język C[1][2][3][4]:
  - literał znakowy w apostrofach, np. 'a',
  - literał łańcuchowy w cudzysłowach, np. "a",
- literał znakowy i łańcuchowy jest zapisywany tak samo, np. język Pascal[5][6]:
  - literał znakowy w apostrofach, np. 'a',
  - literał łańcuchowy również w apostrofach, np. 'a'.

W tym drugim przypadku interpretacja, czy dana jednostka leksykalna jest literałem znakowym czy łańcuchowym, zależy od kontekstu, w którym dany literał został zapisany i nie da się rozróżnić literału znakowego od jednoznakowego literału łańcuchowego na podstawie samego zapisu literału. Np. w języku Pascal, w instrukcji przypisania x:='a'; to czy literał 'a' jest literałem znakowym czy łańcuchowym wynika z kontekstu – w tym przypadku typu zmiennej x (np. w Turbo Pascalu, jeżeli zmienna x jest typu znakowego to literał 'a' jest literałem znakowym zajmującym 1 bajt; jeżeli x jest typu string to literał 'a' reprezentuje łańcuch zapisany jako: 1 bajt długość łańcucha równa 1 i znak łańcucha – drugi bajt).
Literały znakowe mogą być:
- traktowane jak dane liczbowe całkowite, o wartości zgodnej z kodem danego znaku według aktualnego zestawu znaków, np. język C[1][2][3][4]: x=5+'a'; natomiast użycie literału znakowego jak łańcucha wymaga odpowiedniego przekształcenia lub konwersji,
- traktowane jak łańcuchy jednoznakowe, co umożliwia operowanie literałami znakowymi i łańcuchami równocześnie, np. Pascal[5][6], x:='Ala' + '.'; wynika z jednolitego zapisu i kontekstowej interpretacji literału (patrz wyżej); natomiast użycie literału znakowego jak liczby całkowitej wymaga konwersji lub użycia odpowiedniej funkcji.

## Literały znakowe w językach programowania
| język programowania         | bezpośredni zapis literału znakowego                                                                                           | zapis za pomocą opisu znaku | zapis za pomocą kodu znaku                                           | miejsce opisu lub kodu względem ograniczników | przykłady              |
| --------------------------- | --- | --------------------------- | -------------------------------------------------------------------- | --------------------------------------------- | ---------------------- |
| Język C                     | 'znak' | '\opis_znaku'               | '\kod_ósemkowy'                                                      | pomiędzy ogranicznikami                       | 'a', '\n', '\12'       |
| Język C – rozszerzenia ANSI | traktowane jak dane int (2 bajty), możliwość zapisu dwóch znaków 'ab'                                                          | jw.                         | możliwość stosowania także kodów szesnastkowych '\xkod_szesnastkowy' | pomiędzy ogranicznikami                       | 'zn', 'a\n', '\12\xFA' |
| Icon                        | 'znak' | '\opis_znaku'               | ---                                                                  | wewnątrz                                      | 'a', '\n'              |
| Icon                        | uwaga: w języku Icon literał znakowy jest tylko szczególnym przypadkiem zapisu zbioru znaków (jednoelementowym zbiorem znaków) |                             |                                                                      |                                               |                        |
| Modula 2                    | 'znak', "znak" | ---                         | kod_ósemkowyC                                                        | bez ograniczników                             | 'a', 12C               |
| Pascal                      | 'znak' | ^znak_sterujący             | #kod_dziesiętny, #$kod_szesnastkowy                                  | bez ogranicznika                              | 'a', #10, #$FA, ^z,    |
| PL/M                        | 'znak' | ---                         | kod_dec, kod_binB, kod_octQ, kod_octO kod_hexH                       | bez ograniczników                             | 'a', 1AH               |